# Schiff von Quanzhou

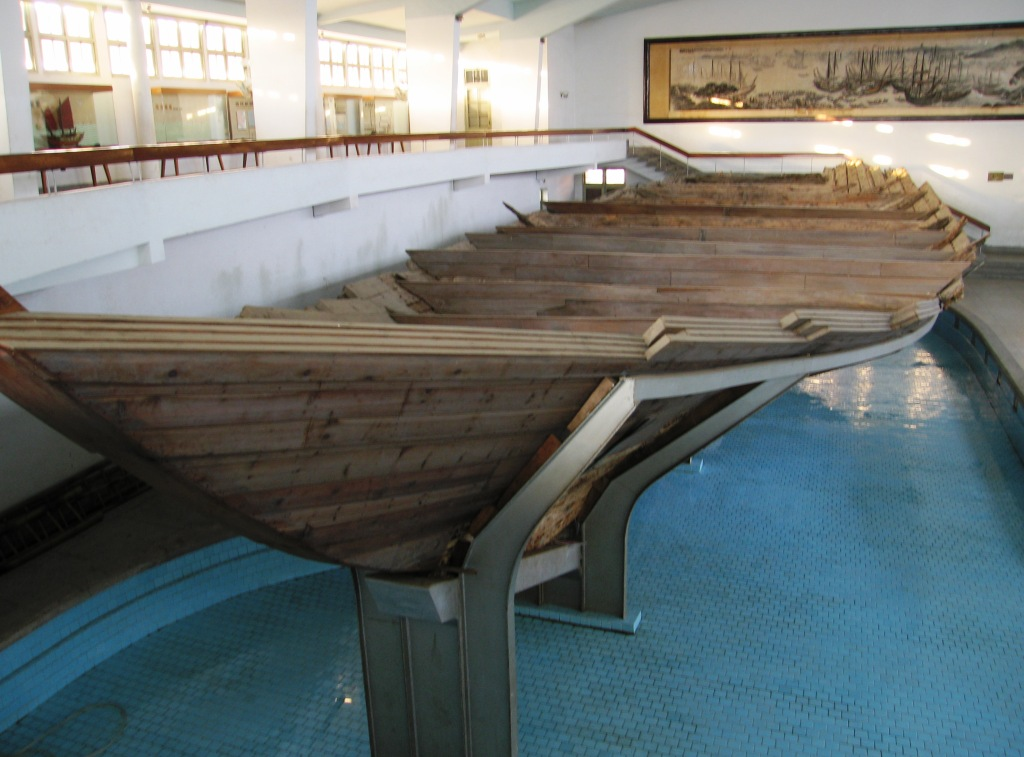
Der erhaltene Schiffsrumpf im konservierten Zustand

Das Schiff von Quanzhou (chinesisch 泉州古船, Pinyin Quánzhōu gǔchuán – „Antikes Schiff von Quanzhou“) ist das Wrack eines Hochseehandelsschiffes aus der späten Südlichen Song-Dynastie (南宋,  Nán Sòng), welches im Hafen von Quanzhou gefunden wurde. Es stellt einen der wichtigsten archäologischen Schiffsfunde Chinas dar. Das Schiff ist in einem Museum auf dem Gelände des Kaiyuan-Tempels (開元寺 / 开元寺,  Kāiyuán Sì) als Außenstelle des Meeresmuseums Quanzhou ausgestellt und kann besichtigt werden.

## Fundgeschichte
Das Wrack wurde 1973 bei der Ausbaggerung des Hafens von Houzhu (后渚港,  Hòuzhǔgǎng) in der Bucht von Quanzhou an der Einmündung des Flusses Luoyang Jiang (洛陽江 / 洛阳江,  Luòyáng Jiāng) unter einer 2,20 m hohen Schlammschicht gefunden (Position 24° 54′ N, 118° 41′ O). Im Jahr 1974 erfolgte die 1½-monatige Ausgrabung durch das Quanzhou Maritim Museum (泉州海外交通史博物馆 – „Maritimes Museum zur Historie des Überseeverkehrs“) und die Universität Xiamen. Erhalten sind der Rumpf (24,20 m × 9,15 m) und Teile der Fracht.

## Historischer Rahmen
Zur Zeit der Südlichen Song (南宋) 1126–1279 n. Chr. war China ein zentralgelenkter Beamtenstaat mit ausgeprägter städtischer Kultur und hoher Bedeutung des Handels. Es stand im ständigen Abwehrkampf gegen nördliche Reiter-Völker (Xixia, Liao und Jin), es folgte eine Konzentration auf Südchina. Es war jedoch auch Zeit großer Innovationen und Erfindungen, sowohl militärischer als auch ziviler Natur, zum Beispiel des Kompasses. Diese Konzentration ging mit dem Bedeutungsgewinn der Marine und des Seehandels einher. China besaß nun eine leistungsfähige Hochseemarine und Binnenschifffahrt.
Quanzhou (泉州) war zur Zeit der Song-Dynastie die Haupthafenstadt Chinas. Sie stand im Zentrum eines internationalen Seehandelsnetzes mit direkten Verbindungen bis nach Arabien. Archäologische Funde belegen die Anwesenheit zahlreicher Völker und Religionen in der Stadt (Christen, Daoisten, Moslems, Buddhisten, Manichäer sowie Hindus).

## Konstruktion
Der erhaltene Rumpf weist einen Kiel, zwölf Schotten und eine feste Beplankung auf. Die Bordwände bestehen aus einer komplexen zwei- bis dreilagigen Beplankung, die klinkerähnliche Stufen bildet.

### Kiel
Der Kiel (龍骨 / 龙骨,  lónggǔ – „Drachengerippe“) war dreiteilig: Vorderer Kiel (hergestellt aus Kampferbaum); Hauptkiel (aus chinesischer Pinie); hinterer Kiel (aus Kampferbaum). Verbunden wurden die Kielsegmente durch eine Schäftung aus Laschen mit Holzzapfen. Zwischen dem Mittel- und Hinterkiel befanden sich Aussparungen mit sieben Münzen und einem Bronzespiegel, dies liegt in einer traditionellen chinesischen Schiffbautradition (Bao shou kong) begründet.

### Heck
Der Heckspiegel bestand aus drei schweren Balken. Ursprünglich wies er noch eine leichte einschichtige Holzverkleidung auf. Ein Balken ist mit einer großen runden Aussparung versehen, die das nicht erhaltene Ruder aufnahm.

### Mastspur
Das Schiff besitzt zwei Mastspuren, eine kleinere Mastspur beim ersten Schott und eine größere Mastspur für die Aufnahme des Hauptmastes. Die Mastspuren weisen jeweils zwei Vertiefungen auf, eine links und eine rechts der Mitte. In ihnen befanden sich wahrscheinlich Hölzer, die mit dem Mast verbunden wurden und ihn somit fixierten.

### Beplankung
Die Beplankung wurde in einer komplexen „Falz-Klinker und Falz-Krawel“-Bauweise ausgeführt. Sie weist sowohl bündige Übergange als auch klinkerähnliche Stufen auf. Des Weiteren besitzt die Beplankung unterschiedliche Dicken: vom Kiel ausgehend zunächst zweilagige, dann dreilagige Beplankung (die inneren Hauptplanken werden durch äußere geschützt). Die Planken eines Plankengangs waren durch Laschen miteinander verbunden und die Plankengänge durch Falzen ineinander gesteckt. Die einzelnen Lagen und Plankengänge wurden durch Eisennägel, die mit einem wasserfesten Schutzlack versehen wurden, fest verbunden, welche schräg von der oberen äußeren Planke zur unteren und zur inneren Planke geschlagen wurden. Die Nägel wurden in protoindustriellen Stätten im Raum Quanzhou gefertigt.
Für die Außenplanken wurde Kampferbaum und für die Innenplanken Spießtanne verwendet.

### Schotten
Das Schiff von Quanzhou besaß insgesamt 12 Schotten. Sie bestanden aus mehreren übereinandergelegten Brettern, welche durch Metallklammern fest und eng verbunden sowie mit hölzernen Längsversteifungen zusätzlich gefestigt wurden. Der Übergang zur Beplankung ist auf Grund der sehr behutsamen Ausarbeitung der Schottränder nahtlos. Verbunden wurden die Schotten mit der Beplankung durch Nägel und L-förmige Metalllaschen (guaju). Als Material für die Schotten wurde Spießtanne gewählt.

### Segel
Die Segel waren zwar beim Schiff von Quanzhou selbst nicht mehr erhalten, jedoch lässt ein einzigartiger Segelfund eines weiteren Song-zeitlichen Wracks die Vermutung zu, dass die Segel des Schiffs von Quanzhou aus einem Bambusgeflecht bestanden.

## Fracht
Die Fracht bestand hauptsächlich aus Nutzholz und aus für den Export produziertem Porzellan.